# Zhao Di
Zhao Di (chinesisch 趙迪, Pinyin Zhao Di; * 5. Januar 1993) ist eine ehemalige chinesische Tennisspielerin.

## Karriere
Zhao spielte hauptsächlich Turniere auf der ITF Women’s World Tennis Tour, wo sie zwei Titel im Einzel gewinnen konnte.

## Turniersiege

### Einzel
| Nr. | Datum            | Turnier  | Kategorie   | Belag     | Finalgegnerin | Ergebnis       |
| --- | ---------------- | -------- | ----------- | --------- | ------------- | -------------- |
| 1.  | 30. Juni 2013    | Gimcheon | ITF $10.000 | Hartplatz | Zhang Ling    | 4:6, 6:2, 6:3  |
| 2.  | 8. Dezember 2013 | Hongkong | ITF $10.000 | Hartplatz | Lu Jiajing    | 6:0, 4:6, 7:68 |